# Hönsan (Husby socken, Dalarna)
Hönsan är en sjö i Hedemora kommun och Säters kommun i Dalarna och ingår i Dalälvens huvudavrinningsområde. Sjön har en area på 0,292 kvadratkilometer och ligger 87,9 meter över havet. Sjön avvattnas av vattendraget Hönsån.

## Delavrinningsområde
Hönsan ingår i det delavrinningsområde (669711-150766) som SMHI kallar för Utloppet av Hönsan. Medelhöjden är 106 meter över havet och ytan är 3,94 kvadratkilometer. Det finns inga avrinningsområden uppströms utan avrinningsområdet är högsta punkten. Hönsån som avvattnar avrinningsområdet har biflödesordning 3, vilket innebär att vattnet flödar genom totalt 3 vattendrag innan det når havet efter 174 kilometer. Avrinningsområdet består mestadels av skog (24 procent), öppen mark (12 procent) och jordbruk (55 procent). Avrinningsområdet har 0,29 kvadratkilometer vattenytor vilket ger det en sjöprocent på 7,4 procent.